# Ordensbiskop

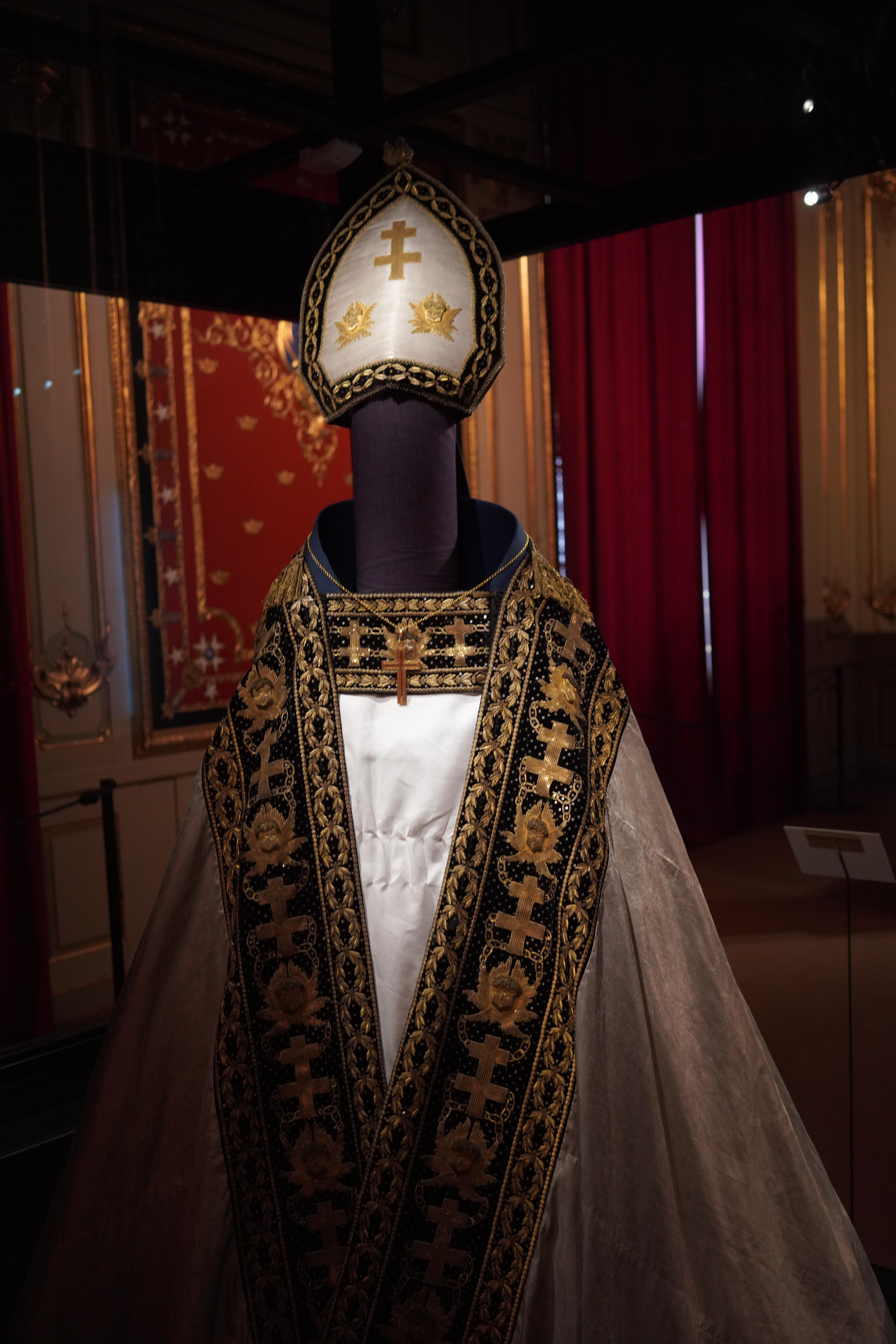
Ordensbiskopens korkåpa.

Ordensbiskop var en ämbetsman och officiant inom Kungl. Maj:ts orden knuten till Svenska kyrkan. Ämbetet inrättades den 24 november 1783 av Gustav III inför dennes italienska resa, till förmån för överhovpredikanten Carl Edvard Taube. En viktig anledning till beslutet var att den senare i Rom såsom biskop skulle kunna fira evangelisk nattvard, vilket skedde påsken 1784. Ämbetet ersatte den tidigare positionen som ordenspredikant.
Till ordensbiskop kunde man vigas utan att vara stiftsbiskop och ämbetet blev aldrig omnämnt eller reglerat i kyrkolagen. Det ålåg ordensbiskopen att förrätta gudstjänst och predikan i Slottskyrkan i Stockholm på Serafimerordens stora högtidsdag och att hålla minnestal över de riddare, som begravdes i Riddarholmskyrkan. I tjänst bar ordensbiskopen en särskild mässkrud dekorerad med serafimerordens insignier och det stora ordenstecknet i band runt halsen.
Till ordensbiskop utsågs efter Taube vanligen någon av stiftsbiskoparna. När ärkebiskop Anton Niklas Sundberg 1880 vägrade viga den av Oscar II utnämnde överhovpredikanten Frithiof Grafström, kom han att medverka till att ämbetet efter Grafströms död förblev vakant. Det upphörde officiellt 1952.

## Ordensbiskopar 1785–1883
- 1783–1785: Carl Edvard Taube
- 1785–1800: Lars Benzelstierna
- 1800–1808: Johan Gustaf Flodin (1794)
- 1809–1825: Gustaf Murray
- 1825–1837: Johan Olof Wallin (1824)
- 1837–1859: Carl Adolph Agardh
- 1859–1860: Christopher Isac Heurlin (1841)
- 1860–1880: Thure Annerstedt
- 1880–1883: Frithiof Grafström

Årtal inom parentes visar utnämningar i survivans.